# Schandlasee
Schandlasee är en sjö i Österrike.   Den ligger i förbundslandet Tyrolen, i den centrala delen av landet, 300 km väster om huvudstaden Wien. Schandlasee ligger 2 370 meter över havet.
Trakten runt Schandlasee består i huvudsak av gräsmarker. Runt Schandlasee är det ganska glesbefolkat, med 26 invånare per kvadratkilometer.